# Alexander Alexejewitsch Petrowski
Alexander Alexejewitsch Petrowski (russisch Александр Алексеевич Петровский, wiss. Transliteration Aleksandr Alekseevič Petrovskij; * 3. März 1989 in Taschkent) ist ein ehemaliger russischer Radrennfahrer.

## Sportliche Laufbahn
Alexander Petrowski gewann auf der Bahn bei den Junioren-Europameisterschaften 2007 in Cottbus die Bronzemedaille in der Mannschaftsverfolgung und Silber im Madison. Bei den Junioren-Weltmeisterschaften in Aguascalientes im selben Jahr gewann er Silber in der Mannschaftsverfolgung und wurde im Madison Weltmeister gemeinsam mit Jewgeni Kowaljow. 2008 belegte er bei den Weltmeisterschaften in Manchester den fünften und bei den Olympischen Spielen in Peking den sechsten Platz in der Mannschaftsverfolgung. Zum Abschluss der Saison gewann er bei den Bahnradeuropameisterschaften in Pruszków die Silbermedaille in der Mannschaftsverfolgung der U23-Klasse. Ein Jahr später wurde er in Minsk U23-Europameister in der Mannschaftsverfolgung gemeinsam mit Artur Jerschow, Waleri Kaikow und Jewgeni Kowaljow.
In den Jahren 2008 bis 2010 fuhr Petrowski auf der Straße für das russische Katusha Continental Team. Sein bestes Ergebnis war ein dritter Etappenrang beim Grand Prix du Portugal 2009.

## Erfolge
2007
- Junioren-Weltmeister – Zweier-Mannschaftsfahren (mit Jewgeni Kowaljow)
- Junioren-Weltmeisterschaft – Mannschaftsverfolgung (mit Jewgeni Kowaljow, Kirill Baranow und Nikita Nowikow)
- Junioren-Europameisterschaft – Zweier-Mannschaftsfahren (mit Jewgeni Kowaljow)
- Junioren-Europameisterschaft – Mannschaftsverfolgung (mit Jewgeni Kowaljow, Kirill Baranow und Nikita Nowikow)

2008
- U23-Europameisterschaft – Mannschaftsverfolgung (mit Waleri Walynin, Jewgeni Kowaljow und Iwan Kowaljow)

2009
- U23-Europameister – Mannschaftsverfolgung (mit Artur Jerschow, Waleri Kaikow und Jewgeni Kowaljow)

## Teams
- 2008 Katusha
- 2009–2010 Katusha Continental Team